# مت جوزف
مت جوزف (انگلیسی: Matt Joseph؛ زادهٔ ۳۰ سپتامبر ۱۹۷۲) بازیکن فوتبال اهل بریتانیا است.
از باشگاه‌هایی که در آن بازی کرده‌است می‌توان به باشگاه فوتبال آرسنال، باشگاه فوتبال کمبریج یونایتد، باشگاه فوتبال لیتون اورینت، باشگاه فوتبال گیلینگام، باشگاه فوتبال کانوی ایسلند، باشگاه فوتبال هیستوناشاره کرد.
وی همچنین در تیم ملی فوتبال باربادوس بازی کرده‌است.